# Ashin Wirathu
Ashin Wirathu (10 de julio de 1968, Kyaukse, departamento de Mandalay, Birmania) es un monje budista y líder integrista budista de Birmania.
Ha sido acusado de alentar la violencia contra la etnia musulmana rohingya del estado de Rakhine al noroeste del país, y contra los musulmanes en general a los que califica como «el enemigo». El semanario británico The Economist lo ha descrito como un «notorio chovinista» para quien «budismo es igual a nacionalismo excluyente», la revista norteamericana Time le ha dedicado su portada con el titular El rostro del terror budista —este medio aseguraba que Wirathu se definía a sí mismo como «el Bin Laden del budismo», lo que más tarde Wirathu negó— y el diario español El País ha titulado El general azafrán el reportaje que trata de él. En la actualidad Wirathu es el abad del monasterio budista de Masoeyein, situado en la ciudad birmana de Mandalay y que alberga a 2.500 monjes.

## Biografía
Ingresó en un monasterio a los 14 años tras dejar la escuela.
En 2001, como miembro del movimiento 969 (teóricamente ilegalizado y cuyo nombre responde a los nueve atributos de Buda, los seis de sus enseñanzas y los nueve de la orden budista), organizó una campaña para boicotear los comercios musulmanes. «Compra budista», fue el lema de la misma. Entre 2003 y 2010 estuvo en prisión por incitar a la violencia sectaria. A su salida encabezó la principal organización integrista budista birmana, la Ma Ba Tha, o Asociación Patriótica de Myanmar, también conocida como la Asociación por la Defensa de la Fe y la Raza, y que está emparentada con la también integrista Fuerza del Poder Budista de Sri Lanka. La Ma Ba Tha, como otras organizaciones fundamentalistas de otros credos, desarrolla una intensa actividad caritativa en favor de los más pobres, entre los que encuentra buena parte de sus seguidores.
En 2012 se le acusó de ser el principal instigador de la oleada de violencia contra los rohingya iniciada en mayo de ese año cuando supuestamente tres hombres de esa minoría musulmana violaron y asesinaron a una joven budista en el estado de Rakhine. Aunque los acusados fueron detenidos rápidamente —dos fueron condenados a muerte y el tercero se suicidó—, budistas exaltados asaltaron un autobús donde viajaban diez líderes musulmanes que fueron apaleados hasta la muerte, sin que se produjera ninguna detención. Desde entonces se sucedieron los ataques con el resultado de más de trescientas muertes. Según relató un periodista del diario español El País, a la entrada del monasterio que rige Wirathu se exhiben fotografías con casas en llamas y cadáveres destrozados de la minoría rohingya. En el panel de enfrente otro grupo de fotografías muestra cuerpos sin vida de monjes budistas que han sido descuartizados a machetazos. En una de ellas una niña sostiene un cartel que dice: «Detened el asesinato de monjes».
Por su parte el movimiento 969 ha propuesto que se apruebe una ley que prohíba los matrimonios de diferente credo alegando que los musulmanes cuando se casan con mujeres budistas las obligan a abrazar el islam, según establece la sharia. Asimismo ha hecho un llamamiento al boicoteo de las tiendas propiedad de musulmanes.
En unas declaraciones al diario español El País Wirathu justificó así el movimiento antimusulmán que lidera, negando al mismo tiempo cualquier actuación violenta:

Somos la respuesta a la invasión musulmana que sufre Birmania, y nuestro objetivo es defender al país de ella. Nosotros no tenemos fusiles, no estamos detrás de ningún acto violento, sólo queremos evitar que los musulmanes controlen el país y dar a conocer la situación actual a nuestros compatriotas para que puedan actuar en consecuencia.

En cuanto a los rohingya, a los que comparó con la carpa africana «porque se reproduce sin cesar hasta que acaba con las especies autóctonas» (en referencia a su elevado índice de natalidad), dijo con una sonrisa:

Si hubiese otros países musulmanes que quisieran aceptarlos se los enviaríamos con mucho gusto.

Wirathu, como el resto de la mayoría de los birmanos, no reconoce una identidad diferenciada a los rohinyá a los que califica de «inmigrantes ilegales bengalíes» —en este sentido el periodista español Alberto Masegosa lo acusa de haber creado «el caldo de cultivo en el que germinó el drama ronhinyá» y de ser un aliado natural del general Hlaing—. Por otro lado, como «hombre de su tiempo», «utiliza You Tube y publica vídeos en los que entra en trance y, con ojos entornados y voz susurrante, reitera el mantra de la deuda inmemorial adquirida por los birmanos con el budismo».